# Brug over de gracht
Brug over de gracht is een schilderij van de Nederlandse schilder Willem de Zwart in Museum Boijmans Van Beuningen in Rotterdam.

## Voorstelling
Het stelt een brug voor met daarop diverse figuren. Op de achtergrond nadert een paard met wagen. De voorstelling laat waarschijnlijk de Herengracht in Den Haag zien tijdens een regenachtige dag.
Willem de Zwart begon in 1886 met een reeks stadsgezichten van Den Haag met huurrijtuigen en aapjeskoetsiers, mogelijk beïnvloed door zijn vader, die rijtuigschilder was.

## Toeschrijving
Het schilderij is linksonder gesigneerd ‘W. de Zwart’.

## Herkomst
Het werk werd in 1940 door Han van Beek geschonken aan de Stichting Museum Boijmans Van Beuningen.